# João Semedo
João Pedro Furtado da Cunha Semedo (Lisboa, 20 de junho de 1951 - Lisboa, 17 de julho de 2018) foi um médico e político português.

## Biografia
Nasceu em 1951, em Lisboa, cidade onde frequentou o Liceu Camões e se licenciou na Faculdade de Medicina, em 1975. Entre 1972 e 1974, fez parte da direção da Associação de Estudantes daquela faculdade. Em 1975, participou na criação e dinamização do Movimento ALFA (para a alfabetização de adultos), a cuja direção pertenceu. Fez o internato nos antigos Hospitais Civis de Lisboa, hoje Centro Hospitalar Lisboa Central, tendo integrado nessa altura o movimento nacional dos médicos internos.
Passou a residir no Porto a partir de 1978, onde exerceu medicina e desenvolveu a sua atividade política, social e cultural. Participou na fundação do Sindicato dos Médicos do Norte e da Universidade Popular do Porto, integrou a direção do FITEI e da cooperativa artística Árvore. Trabalhou em diversos serviços de saúde públicos, privados e sociais, fez uma pós-graduação em Toxicodependências na Faculdade de Psicologia do Porto e trabalhou na Associação Norte Vida com a população sem abrigo. Nos anos 1990, foi fundador e diretor de uma clínica privada e dirigiu os serviços médicos de uma IPSS. Entre 2000 e 2006, foi presidente do Conselho de Administração do Hospital Joaquim Urbano, unidade do Serviço Nacional de Saúde (SNS) especializada em doenças respiratórias e infeciosas. Em 2006, deixa a administração do hospital para ser deputado da Assembleia da República em regime de exclusividade.
Ingressou na União de Estudantes Comunistas (UEC) e, por conseguinte, no Partido Comunista Português (PCP), em 1972. Em 1973, foi detido pela polícia política do regime ditatorial do Estado Novo, a PIDE/DGS, acusado de atividades subversivas. Fez parte da Comissão Central da UEC e do Comité Central do PCP. Demitiu-se do Comité Central do PCP, em 1991, e do partido, em 2000. Em 2003, participa na criação do Movimento da Renovação Comunista. Em 2004, como independente, integra a lista do Bloco de Esquerda (BE) ao Parlamento Europeu e, em 2005, é candidato pelo mesmo partido à Assembleia da República, candidatura que repetiria em 2009 e 2011, como cabeça-de-lista pelo círculo do Porto. Foi deputado nacional entre 2006 e 2015, renunciando a meio do último mandato por motivo de doença. Foi o candidato do BE às câmaras municipais de Gondomar, em 2005, de Gaia, em 2009 e de Lisboa, em 2013, nunca sendo o mais votado.
Em 2007, adere ao Bloco de Esquerda, a cuja Mesa Nacional pertenceu até 2016. Foi co-coordenador do Bloco de Esquerda entre 2012 e 2014, juntamente com Catarina Martins. Foi um dos impulsionadores do Congresso das Alternativas (2012) e promoveu, em 2013, juntamente com Mário Soares e outros, os Encontros da Aula Magna, em que se reuniram as várias tendências da esquerda em Portugal, primeiro, “Contra a austeridade” e, depois, em defesa da “Constituição, da Democracia e do Estado Social”. Em 2015, participa na fundação do movimento cívico Direito a morrer com dignidade, a cuja coordenação pertenceu desde a sua criação.
Como deputado à Assembleia da República, integrou diversas comissões parlamentares (saúde, assuntos europeus, orçamento e finanças) e as comissões de inquérito ao BPN (2009 e 2012), ao caso PT/TVI (2010), de que foi o relator, e à aquisição dos submarinos (2014). Foi autor dos projetos-lei que aprovaram as seguintes leis: testamento vital, prescrição medicamentosa por denominação comum internacional (genéricos), contra o bloqueio judicial de novos medicamentos genéricos, estatuto do dador de sangue, acompanhamento nos serviços de urgência, direitos dos utentes do SNS (tempos de espera), dispensa gratuita de medicamentos após alta hospitalar e inscrição do preço na embalagem dos medicamentos.
Em 2016, foi distinguido pela Câmara Municipal do Porto com o grau de ouro da Medalha de Mérito da cidade. Em 2017, foi anunciado como candidato à Câmara Municipal do Porto, pelo BE, mas desistiu da candidatura por motivos de saúde. Foi substituído por João Teixeira Lopes.

Foi casado com uma professora de matemática e tem um filho licenciado em Bioquímica. João Semedo foi sobrinho do ator e realizador Artur Semedo, tendo ganho através do tio um gosto especial pelo Benfica.